# شهرستان لین (کانزاس)
شهرستان لین، کانزاس (به انگلیسی: Lane County, Kansas) یک سکونتگاه مسکونی در ایالات متحده آمریکا است که در کانزاس واقع شده‌است.